# Forschungsdateninfrastruktur
Als Forschungsdateninfrastruktur wird innerhalb der Forschungsinfrastruktur und der wissenschaftlichen Informationsinfrastruktur die Gesamtheit an Infrastruktureinrichtungen bezeichnet, die Forschungsdaten der Forschung (Wissenschaftlern) für Sekundäranalysen mittels Infrastruktureinrichtungen wie Forschungsdatenzentren kostenlos oder kostengünstig zur Verfügung stellen. Die bereitgestellten Daten sind meist an wissenschaftlichen Fragestellungen ausgerichtet. Ziel ist eine Elektronische Archivierung von Daten empirischer Erhebungen. Insbesondere bei Personenbezogenendaten sind bei diesen Datenbereitstellungen Datenschutzbedingungen zu beachten und werden ggf. durch Anonymisierungsmaßnahmen umgesetzt.

## Sozialwissenschaften
- DSDR Data Sharing for Demographic Research[1]

### Zugangsformen
Insbesondere bei auf Personen bezogenen Daten ergibt sich häufig die Notwendigkeit der Daten-Anonymisierung. Entsprechend den unterschiedlichen Stufen von Anonymität (komplett, faktisch, formal, nicht-anonymisiert) ergeben sich unterschiedliche Zugangsformen bzw. Datenversionen: Public-Use-File, Scientific-Use-File, Datenfernverarbeitung, Remote Access, Gastwissenschaftlerarbeitsplatz.

### Forschungsdateninfrastruktur in Deutschland
In den Sozialwissenschaften wird die Verbesserung der Forschungsdateninfrastruktur insbesondere durch den Rat für Sozial- und Wirtschaftsdaten (RatSWD) vorangetrieben. Seit 2020 verfolgt die Nationale Forschungsdateninfrastruktur das Ziel bundesweit und disziplinübergreifend Dienste und Beratungsangebote für das Forschungsdatenmanagement zur Verfügung zu stellen.
Folgende Auflistung enthält einige der 39 vom RatSWD akkreditierten Forschungsdaten- und Datenservicezentren:
- Forschungsdatenzentrum des Statistischen Bundesamtes (FDZ-Bund)[3]
- Forschungsdatenzentrum der Statistischen Landesämter (FDZ-Länder)[3]
- Forschungsdatenzentrum der Bundesagentur für Arbeit im Institut für Arbeitsmarkt- und Berufsforschung (FDZ-IAB)[4]
- Forschungsdatenzentrum der Deutschen Rentenversicherung Bund (FDZ-RV)[5]
- Forschungsdatenzentrum im Bundesinstitut für Berufsbildung (BIBB-FDZ)[6]
- Forschungsdatenzentrum am Institut zur Qualitätsentwicklung im Bildungswesen (FDZ am IQB)[7]
- Forschungsdatenzentrum des Sozio-oekonomischen Panels (FDZ-SOEP)[8]
- Forschungsdatenzentrum ALLBUS bei GESIS[9]
- Forschungsdatenzentrum „Internationale Umfrageprogramme“ bei GESIS[10]
- Forschungsdatenzentrum „Wahlen“ bei GESIS[11]
- SHARE Forschungsdatenzentrum (Survey of Health, Ageing and Retirement in Europe)[12]
- Forschungsdatenzentrum des Deutschen Zentrums für Altersfragen (FDZ-DZA)[13]
- Das Forschungsdatenzentrum PsychData des Leibniz-Zentrums für Psychologische Information und Dokumentation (ZPID)[14]
- Forschungsdatenzentrum PAIRFAM[15]
- Forschungsdatenzentrum RWI[16]
- LMU-ifo Economics & Business Data Center (EBDC)[17]
- German Microdata Lab (GML) Servicezentrum für Mikrodaten des Leibniz-Instituts für Sozialwissenschaften (GESIS) / MISSY[18]
- Internationales Datenservicezentrum des Forschungsinstituts zur Zukunft der Arbeit (IDSC am IZA)[19]
- IÖR-Forschungsdatenzentrum: Monitor der Siedlungs- und Freiraumentwicklung (IÖR-Monitor)
- Datenservicezentrum Betriebs- und Organisationsdaten (DSZ-BO)[20]
- Forschungsdatenzentrum Bildung am Deutschen Institut für Internationale Pädagogische Forschung (DIPF).[21]
- Forschungsdatenzentrum für Hochschul- und Wissenschaftsforschung am Deutschen Zentrum für Hochschul- und Wissenschaftsforschung
- Forschungsdatenzentrum Qualiservice[22] am SOCIUM – Forschungszentrum Ungleichheit und Sozialpolitik der Universität Bremen

## Sonstige
- DataCite
- re3data.org ist ein disziplinübergreifendes Verzeichnis deutscher und internationaler Forschungsdateninfrastrukturen.